# Sopchoppy
Sopchoppy is een plaats (city) in de Amerikaanse staat Florida, en valt bestuurlijk gezien onder Wakulla County.

## Demografie
Bij de volkstelling in 2000 werd het aantal inwoners vastgesteld op 426.
In 2006 is het aantal inwoners door het United States Census Bureau geschat op 484, een stijging van 58 (13,6%).

## Geografie
Volgens het United States Census Bureau beslaat de plaats een oppervlakte van
3,9 km², geheel bestaande uit land. Sopchoppy ligt op ongeveer 12 m boven zeeniveau.

## Plaatsen in de nabije omgeving
De onderstaande figuur toont nabijgelegen plaatsen in een straal van 56 km rond Sopchoppy.